# 利文斯頓 (危地馬拉)

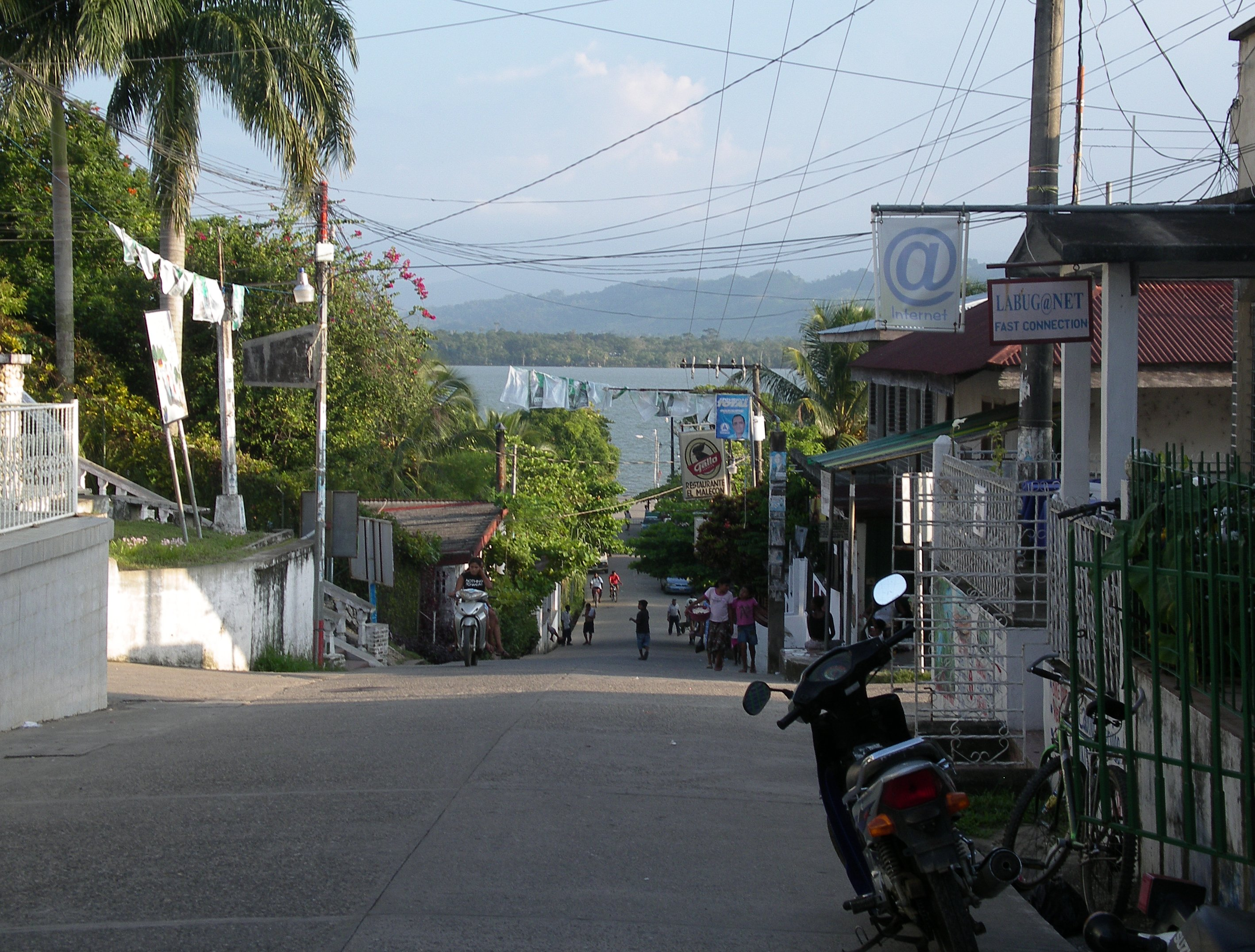

利文斯頓是危地馬拉的城鎮，由伊薩瓦爾省負責管轄，位於該國東部，距離首府巴里奧斯港65公里，始建於1831年，面積1,940平方公里，海拔高度3米，2002年人口48,588。